# Mauro Rubio Repullés
Mauro Rubio Repullés, (Montealegre del Castillo, Albacete, 22 de enero de 1919 - Salamanca, 28 de enero de 2000) fue obispo de Salamanca desde 1964 a 1995.

## Biografía
Con estudios civiles de Filosofía y Letras en la Universidad Central de Madrid ingresó en el Seminario Conciliar de Madrid donde cursó los estudios eclesiásticos. Terminados estos, fue ordenado sacerdote el 22 de mayo de 1948 en la Capilla del Seminario.
Posteriormente, en Roma obtuvo la licenciatura en Teología y, ya en España, dirigió su actividad pastoral a los jóvenes obreros y universitarios, junto con su labor docente en el Seminario Mayor Hispanoamericano.
El 15 de agosto de 1964, en la Catedral Vieja de Salamanca, fue ordenado obispo por monseñor Riberi, nuncio apostólico en España. Tuvo además en esta ciudad el cargo de gran canciller de la Universidad Pontificia, aunque delegó dicho cargo en el presidente de la Conferencia Episcopal, en su deseo de dedicación exclusiva a la diócesis.
Recibió al papa Juan Pablo II en Alba de Tormes y Salamanca con motivo del IV Centenario de la muerte de Santa Teresa de Jesús y, el 25 de junio de 1989 clausuró el Sínodo Diocesano de Salamanca.
A los setenta y cinco años presentó su renuncia como obispo, y la ciudad de Salamanca le concedió la Medalla de Oro de la ciudad, siendo además, hijo predilecto de Montealegre del Castillo.